# روژانکا (استان سلیزیا سفلی)
روژانکا (به لهستانی:  Różanka) یک روستا در لهستان است که در گمینا مینزلشه واقع شده‌است.